# Герб Бугульминского района
Герб Бугульми́нского муниципального района Республики Татарстан Российской Федерации.
Герб утверждён Решением № 12 XII сессии Совета Бугульминского муниципального района 12 февраля 2007 года.
Герб внесён в Государственный геральдический регистр Российской Федерации под регистрационном номером 3186 и в Государственный геральдический реестр Республики Татарстан под № 101.

## Описание герба
«В червлёном поле с лазоревой оконечностью, завершённой серебром и обременённой серебряной рыбой, покрытой попеременно серебряной и лазоревой чешуёй, — зелёный холм и над ним — отвлечённый серебряный купол, завершённый малым шпилем».

## Символика герба

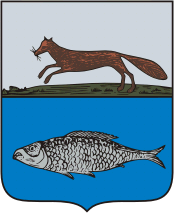
Герб Бугульмы (1782 год)

Герб языком символов и аллегорий отражает культурные, исторические и природные особенности Бугульминского района.
Голубая волнистая оконечность с изображением на ней рыбы-пеструшки символизирует историческую связь района и города Бугульмы, в историческом гербе которого была изображена рыба в знак изобилия местных рек. Голубой цвет — символ чести, благородства, духовности и возвышенных устремлений.
Серебряная волна указывает на извилистую реку Бугульминку и другие речки, протекающие по территории района.
Холм подчеркивает природно-географические особенности района, его рельеф: Бугульминский район расположен в наиболее возвышенной части республики — на одноимённом плато. Зелёный цвет дополняет природную составляющую герба, являясь символом природы, сельского хозяйства, здоровья, жизненного роста и развития.
Ажурный купол здания символизирует историческое наследие района и города, который является одним из красивейших исторических городов Татарстана.
Серебро — символ чистоты и совершенства, мира и взаимопонимания.
Красный цвет — символ труда, силы, мужества, красоты и праздника.

## История герба
Идея герба: Магдеев Н. Г. (Бугульма), Зартдинов А. Г. (Бугульма), Юсупов Р. Р. (Бугульма).
Доработка герба района произведена Геральдическим советом при Президенте Республики Татарстан совместно с Союзом геральдистов России в составе:
Рамиль Хайрутдинов (Казань), Радик Салихов (Казань), Ильнур Миннуллин (Казань), Константин Мочёнов (Химки), Кирилл Переходенко (Конаково), Оксана Афанасьева (Москва).